# Torre Marmora
| Comune  | Cartografia                                               | Coordinate U.T.M. | Altitudine   | Localizzazione storica |
| ------- | --------------------------------------------------------- | ----------------- | ------------ | ---------------------- |
| Messina | I.G.M. F° 254 IV N.O. Castanea delle Furie. C.T.R. 588100 | 541467, 4235410   | m 70 s.l.m.. | Val Demone             |

La Torre Marmora,o Torre Marmora di Punta Salice,  od anche  Torre dell'Ebreo, è sita in contrada Marmora a Messina, raggiungibile dalla strada statale 113, imboccando al km 29,700 la strada provinciale per Salice. 
La Torre si trova a circa 570 m dalla costa tirrenica, in  posizione elevata sul promontorio posto alla foce di due corsi d'acqua confluenti: la fiumara Marmora e il torrente Vani, denominato fiume Salice sino al XIX sec.

## Descrizione
Eretta nell'ambito delle fortificazioni volute da Carlo V nel tardo Cinquecento, la Torre venne costruita dall'architetto italiano Camillo Camilliani intorno al 1584 e faceva parte del circuito difensivo delle Torri costiere della Sicilia. Ha pianta quadrata, tre elevazioni fuori terra e coronamento leggermente aggettante con esili e bassi merli ornamentali posizionati agli angoli e al centro dei quattro lati. Ad ovest la struttura presenta tre aperture, rispettivamente al piano terra, al primo e al secondo piano; il lato est presenta un terrapieno terrazzato sistemato durante i lavori di ristrutturazione avvenuti dopo il 1998. Alcuni gradini in pietra con ringhiera in legno servono all'accesso aperto sulla prima elevazione; il prospetto sud presenta una sola apertura che dà l'accesso al piano terra destinato attualmente a cantina. Su tutti e quattro i lati, al centro sotto il coronamento, è collocato un elemento ornamentale con al centro un quadrifoglio stilizzato.

## La Torre oggi
Nel 1998 la Torre fu acquistata dall'attuale proprietario, dr. Giovanni Feminò, il quale nel 2000 ricevette l'approvazione da parte della Soprintendenza BB.CC.AA. di Messina del progetto di restauro conservativo. Ad oggi, l'area del promontorio è recintata ed è stata lottizzata per la realizzazione di alcune villette di recente costruzione.